# به خانواده قربانیان اطلاع داده نخواهد شد
به خانواده قربانیان اطلاع داده نخواهد شد (ایتالیایی: I familiari delle vittime non saranno avvertiti) یک فیلم جنایی به کارگردانی آلبرتو دِ مارتینو است که در سال ۱۹۷۲ منتشر شد.

## گزیدهٔ بازیگران
- آنتونیو ساباتو سینیور
- تلی ساوالاس
- پائولا تدسکو
- گوئیدو لولاوبریجیدا
- رزیتا توروس